# Emiliano Melis
Emiliano Melis (Selargius, 3 marzo 1979) è un ex calciatore italiano, di ruolo attaccante.

## Carriera

### Dalle giovanili alla Serie A
Cresce calcisticamente nella Polisportiva Don Orione, una delle principali squadre giovanili del suo paese di nascita, Selargius. All'età di 12 anni, quando militava nella categoria Esordienti, viene acquistato dal Cagliari, che lo inserisce nelle formazioni giovanili.
L'esordio in prima squadra avviene il 6 gennaio 2000. In quella stagione 1999-2000, l'unica nella massima serie, sotto la guida di Renzo Ulivieri farà altre 11 presenze.
All'inizio della stagione successiva in B, con Gianfranco Bellotto in panchina, colleziona 10 presenze e realizza due reti. A gennaio del 2001 viene ceduto in prestito all'Alessandria, non trovando spazio poiché chiuso dagli attaccanti Luigi Beghetto e David Suazo. Il buon anno disputato in Piemonte gli consente il rientro a casa: a Cagliari disputerà altre 2 stagioni in Serie B segnando quattro reti. Prestazioni con alti e bassi lo portano però a girare varie squadre in Serie C1. Richiesto dall'allenatore Bernardo Mereu, milita per sei mesi nella Sassari Torres, non riuscendo tuttavia a incidere a causa di vari infortuni. Successivamente va a giocare in Toscana, prima con la Pistoiese e poi con il Grosseto.

### Il declino
Proprio a Grosseto nel gennaio del 2006 si infortuna seriamente a una caviglia: l'episodio decreta il declino della sua carriera professionistica. Scende ancora di categoria, giocando in Serie C2 per il Benevento. Il 2008-2009 è un buon anno per lui poiché dopo tanti anni torna a disputare più di 20 partite in una stagione, ma non un buon anno per la sua nuova squadra, la Vibonese, che comunque si salverà al termine dei play-out.

### Il ritorno a casa
Nell'estate 2009 decide di scendere ulteriormente di categoria per ritornare vicino alla famiglia e alla sua terra: firma un contratto per il Selargius Calcio, neopromossa nel campionato di Serie D. In due stagioni segna ventinove reti, prima della breve parentesi con Arzachena e Muravera. Ritorna dunque al Selargius, dove si rivela decisivo nella finale play-out contro il Latte Dolce. Seguono le esperienze al Castiadas e al Samassi, dove conquista il campionato di Promozione. Nel novembre 2017 si accasa al Monastir.

## Palmarès

### Club

#### Competizioni nazionali
- Campionato italiano Serie C: 1

Grosseto: 2006-2007
- Supercoppa di Lega di Serie C1: 1

Grosseto: 2007
- Promozione: 1

Samassi: 2016-2017